# Polemó d'Estimfea
Polemó d'Estimfea (en llatí: Polemon, en grec antic: Πολέμων) fou un oficial macedoni fill d'Andròmenes d'Estimfea, al servei d'Alexandre el Gran.
Com que era molt amic de Filotes, quan aquest va ser arrestat va resultar sospitós, igual que els seus germans Amintes, Àtal i Símmies de la traïció que Filotes preparava. El càrrec es va reforçar quan Polemó va fugir després de tenir notícies de l'arrest de Filotes. Amintes va romandre al seu lloc, es va defensar davant l'assemblea de l'exèrcit, i va aconseguir l'absolució per ell mateix i per Polemó.
És probablement el mateix oficial que a la mort d'Alexandre el Gran es va destacar com a partidari de Perdicas d'Orèstia. Va intentar sense èxit impedir a Arrideu el transport del cos d'Alexandre a Egipte. Després va servir a les ordes d'Àlcetes el germà de Perdicas, i va ser fet presoner per Antígon el Borni a Pisídia, junt amb Àtal i Dòcim (320 aC).
El 317 aC, després de tres anys de captivitat, van subornar als guardians, i es van apoderar del castell on estaven tancats però abans de poder sortir, les forces militars de la rodalia van rodejar el castell. Van quedar assetjats durant un any i quatre mesos fins que es van haver de rendir. Probablement tots van ser executats.